# Louise Elisabeth van Bourbon

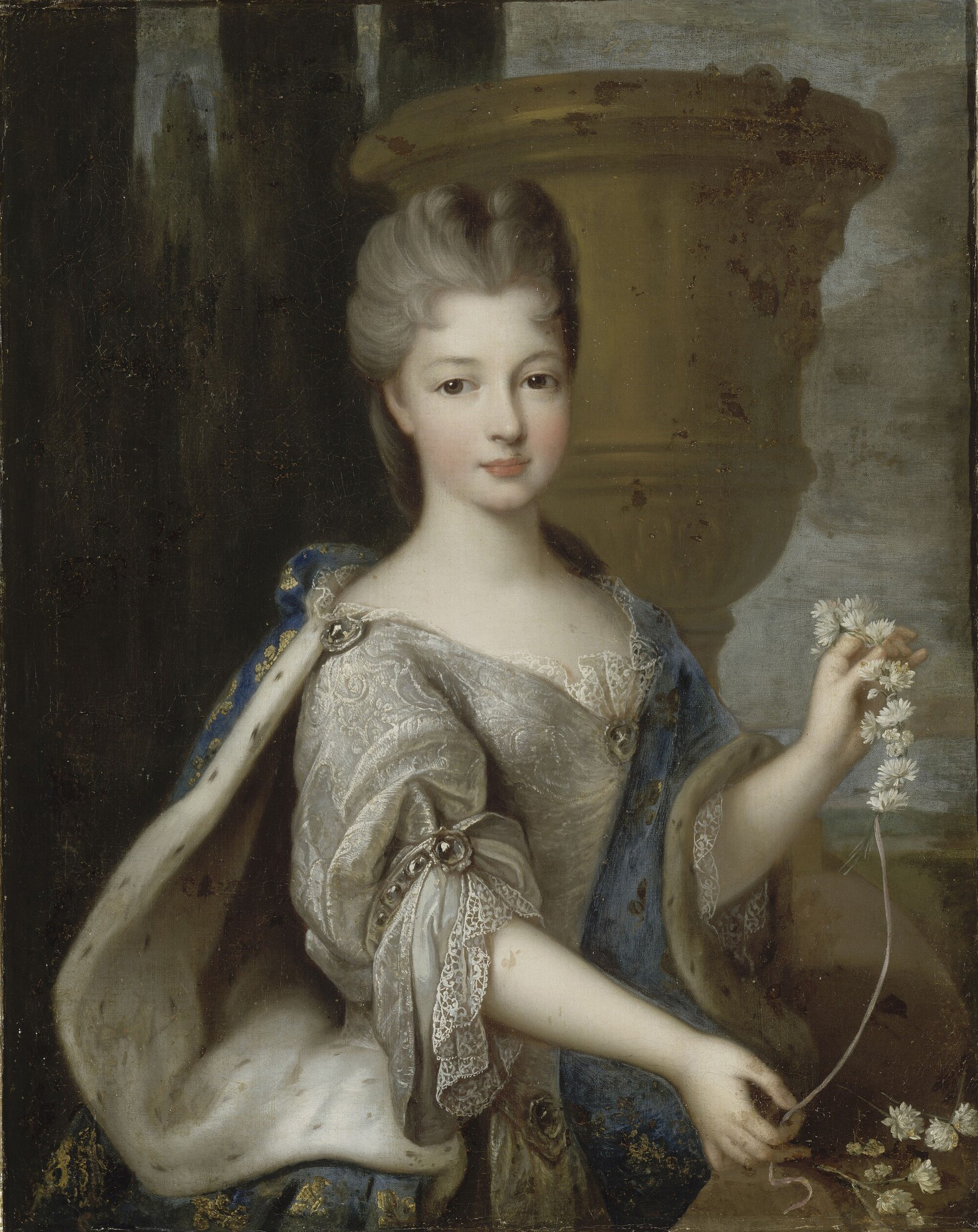
Prinses Louise Elisabeth van Bourbon, geschilderd door Pierre Gobert.

Louise Elisabeth van Bourbon, prinses van Conti (Versailles, 22 november 1693 - Parijs, 27 mei 1775) was de tweede dochter van prins Lodewijk van Bourbon en Louise Françoise van Bourbon. Ze was een kleindochter van koning Lodewijk XIV van Frankrijk en diens beroemde maîtresse Françoise Athénaïs de Rochechouart, beter bekend als Madame de Montespan. 

## Jeugd
Louise Elisabeth werd geboren in het Kasteel van Versailles. Ze was de tweede dochter van prins Lodewijk III van Bourbon en Louise Françoise van Bourbon. Ze was een lid van de familie Bourbon-Condé en daarom was ze een prinses van den bloede. Aan het hof stond ze beter bekend onder de naam Mademoiselle de Charolais, een titel die later aan haar jongere zusje werd gegeven, Louise Anne. Ze stond bekend als een lief, mooi en slim meisje. 
Uit het huwelijk van haar ouders werden negen kinderen geboren. Haar oudere broer was de latere Lodewijk IV van Bourbon-Condé (1692-1740). Ze had een oudere zus: Maria Anna (1690-1760). Ze had vier jongere zusjes: Louise Anne (1695-1758), Marie Anne (1697-1741), Elisabeth Alexandrine (1701-1765) en Henriëtte Louise (1703-1772). Louise Elisabeth had twee jongere broers: Karel, de graaf van Charolais (1700-1760) en Lodewijk, de graaf Clermont-en-Argonne (1709-1771). 

## Huwelijk en kinderen
Toen Louise Elisabeth zeventien jaar was, werd er door haar ambitieuze moeder gesuggereerd dat zij zou gaan huwen met een kleinzoon van de Franse koning, prins Karel van Frankrijk, de hertog van Berry. Een dergelijke huwelijk zou haar dochter verheffen tot de prestigieuze titel petite-fille de France. Een dergelijk huwelijk heeft echter niet plaatsgevonden als gevolg van de intriges van Louise Elisabeths tante, Françoise Marie van Bourbon, de hertogin van Orleans, die wilde de hertog voor haar eigen dochter, Marie Louise Elisabeth van Orléans. Als resultaat, kon Louise Elisabeth niet profiteren van bepaalde privileges die werden ingegeven door de strikte etiquette in Versailles, zoals het recht om te zitten op een krukje in de aanwezigheid van de koning.
Op 9 juli 1713 trad Louise Elisabeth in het huwelijk met haar neef, Lodewijk Armand II van Bourbon-Conti te Versailles. Haar man, die drie jaar jonger was dan zij, was in 1709 prins van Conti geworden, dankzij de vroege dood van zijn vader, Frans Lodewijk van Bourbon-Conti. Zijn moeder was de vrome en van aard lieve Marie Thérèse van Bourbon, een kleindochter van Lodewijk II van Bourbon, le Grand Condé. 
In augustus 1716, toen Louise Elisabeth tweeëntwintig jaar was, werd er bij haar de pokken gediagnosticeerd. Een jaar later beviel ze van haar tweede kind. Uit haar huwelijk werden vijf kinderen geboren:
- Lodewijk (1715-1717)
- Lodewijk Frans (13 augustus 1717 - 2 augustus 1776) huwde met Louise Diane van Orléans, dochter van hertog Filips II van Orléans, werd later prins van Conti.
- Lodewijk Armand (1720-1722)
- Karel (1722-1730)
- Louise Henriëtte (20 juni 1726 - 9 februari 1759) huwde met hertog Lodewijk Filips I van Orléans.

Louise Elisabeth had meerdere buitenechtelijke relaties, onder anderen met de knappe Philippe Charles de La Fare. Deze relaties maakten haar onaantrekkelijke man erg boos en jaloers, door zijn jaloezie gebruikte hij veel fysiek geweld tegen zijn vrouw. Na een bijzonder dramatische scène aan het hof van de Conti familie, weigerde de prinses om nog één dag te leven bij haar man, ze zocht toen toevlucht bij haar moeder. Later vluchtte ze naar een klooster om te ontsnappen aan haar man. Volgens Louis de Rouvroy, hertog van Saint-Simon, zei ze dit over haar man: 
Hij kon niet een prince du sang zonder haar zijn, terwijl zij het wel zou kunnen zonder hem.

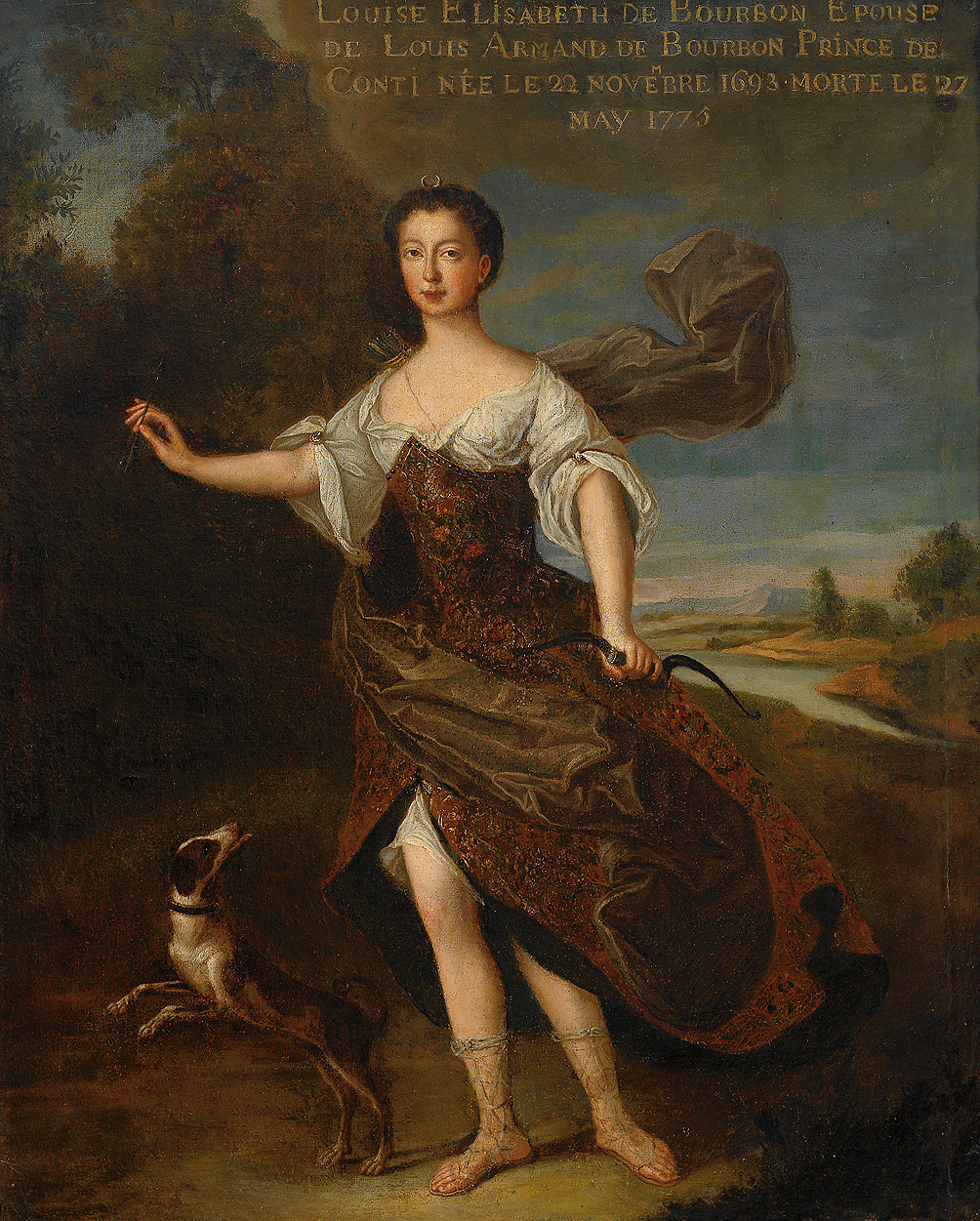
Een postuum portret van Louise Elisabeth

De eerste jaren van haar huwelijk waren vol van rechtszaken bij het Parlement van Parijs tegen haar man vanwege zijn gewelddadige temperament en haar wens om van hem te scheidden. In 1725, stemde ze in om terug te gaan naar de prins van Conti, die had haar beperkt tot het Château de l'Isle-Adam. Zij kon haar man later echter overtuigen om haar terug te laten keren naar Parijs om daar te bevallen van haar kind, de latere Louise Henriëtte in 1726. Haar echtgenoot stierf een jaar later op 4 mei 1727 te Parijs.
Door de open steun van aan de Schotse econoom John Law die druk bezig was geweest met de invoering van papiergeld in Frankrijk tijdens de Régence van de jonge koning Lodewijk XV van Frankrijk, had haar man een fortuin gemaakt en gekregen.

## Douairière-prinses van Conti
Nadat haar echtgenoot in 1727 was overleden, werd Louise Elisabeth aan het hof bekend als Madame la Princesse de Conti Troisième of Madame la Princesse de Conti Dernière Douairière. Dit werd gedaan om een onderscheid te maken tussen Louise Elisabeth en de twee andere weduwe prinsessen van Conti die op dat moment nog in leven waren. De andere weduwen waren: Marie Anne van Bourbon de weduwe van prins Lodewijk Armand I van Bourbon Conti en Marie-Thérèse de Bourbon de weduwe van Frans Lodewijk van Bourbon. 
In haar weduwschap leidde Louise Elisabeth een leven van een typische aristocraat van het ancien régime. Ze bezocht onder andere de diverse kastelen van haar neef, koning Lodewijk XV, en bezocht ze vaak het hof van het Kasteel van Versailles. Ze probeerde de familiekloof tussen het huis Bourbon en het huis Orléans glad te strijken. Louise Elisabeth had een grote rol gespeeld tijdens de huwelijksbesprekingen tussen haar zoon en haar nichtje, Louise Diane van Orléans. Ook regelde ze een huwelijk tussen haar dochter, Louise Henriëtte, met diens neef, de latere hertog Lodewijk Filips I van Orléans, die in die tijd de erfgenaam was van het Huis Orléans. 
De beide huwelijken hebben bijgedragen tot de enigszins versoepelde relatie tussen het huis Bourbon en het huis Orléans. Er was een vete aangewakkerd door de animositeit tussen Louise Elisabeths moeder en tante, de prinses van Condé en de hertogin van Orléans, beide gelegitimeerde dochters van Lodewijk XIV en Madame de Montespan. 
Na de dood van haar moeder op 16 juni 1743 nam ze haar intrek in het Château de Louveciennes, in het dorpje Louveciennes, een château dat later in de handen kwam van de kroon. Koning Lodewijk XV gaf het aan de opvolger van Madame de Pompadour, Madame du Barry. De douairière prinses van Conti nam later ook haar intrek in het Château de Voisins.

## Laatste jaren
Later, in 1746, werd Louise Elisabeth gevraagd door Lodewijk XV om zijn minnares, de toekomstige Madame de Pompadour, bij het hof te presenteren. Ze vroeg de koning toen om hulp, in de hoop dat hij zou haar helpen aan het ontsnappen van haar schulden, een tactiek die werkte.
Louise Elisabeth werd 81 jaar oud.